# Thinobius grossulus
Thinobius grossulus är en skalbaggsart som beskrevs av Thomas Casey 1889. Thinobius grossulus ingår i släktet Thinobius och familjen kortvingar. Inga underarter finns listade i Catalogue of Life.